# Apérys konstant
Apérys konstant, uppkallad efter den grekisk-franske matematikern Roger Apéry, är en matematisk konstant som definieras som
{\displaystyle \zeta (3)=\sum _{k=1}^{\infty }{\frac {1}{k^{3}}}=1+{\frac {1}{2^{3}}}+{\frac {1}{3^{3}}}+{\frac {1}{4^{3}}}+{\frac {1}{5^{3}}}+{\frac {1}{6^{3}}}+{\frac {1}{7^{3}}}+{\frac {1}{8^{3}}}+{\frac {1}{9^{3}}}+\cdots \,\!}
där {\textstyle \zeta } är Riemanns zetafunktion. Apéry visade att {\displaystyle \zeta (3)} är ett irrationellt tal. Dess approximativa värde är
{\displaystyle \zeta (3)=1,20205\;69031\;59594\;28539\;97381\;61511\;44999\;07649\;86292\;...\!}

## Serierepresentationer
Flera kända matematiker, såsom Euler och Ramanujan, har hittat ett flertal serier för Apérys konstant. Följande är en av Eulers formler:
{\displaystyle \zeta (3)={\frac {\pi ^{2}}{7}}\left[1-4\sum _{k=1}^{\infty }{\frac {\zeta (2k)}{(2k+1)(2k+2)2^{2k}}}\right]}
{\displaystyle \zeta (3)={\frac {7}{180}}\pi ^{3}-2\sum _{k=1}^{\infty }{\frac {1}{k^{3}(e^{2\pi k}-1)}}}
{\displaystyle \zeta (3)=14\sum _{k=1}^{\infty }{\frac {1}{k^{3}\sinh(\pi k)}}-{\frac {11}{2}}\sum _{k=1}^{\infty }{\frac {1}{k^{3}(e^{2\pi k}-1)}}-{\frac {7}{2}}\sum _{k=1}^{\infty }{\frac {1}{k^{3}(e^{2\pi k}+1)}}.}
{\displaystyle \zeta (3)={\frac {8}{7}}\sum _{k=0}^{\infty }{\frac {1}{(2k+1)^{3}}}}
{\displaystyle \zeta (3)={\frac {4}{3}}\sum _{k=0}^{\infty }{\frac {(-1)^{k}}{(k+1)^{3}}}}
{\displaystyle \zeta (3)={\tfrac {1}{2}}\sum _{k=1}^{\infty }{\frac {H_{k}}{k^{2}}}\;}
{\displaystyle \zeta (3)={\tfrac {1}{2}}\sum _{j=1}^{\infty }\sum _{k=1}^{\infty }{\frac {1}{jk(j+k)}}\;}
{\displaystyle \zeta (3)={\frac {5}{2}}\sum _{k=1}^{\infty }(-1)^{k-1}{\frac {k!^{2}}{k^{3}(2k)!}}}
{\displaystyle \zeta (3)={\frac {1}{4}}\sum _{k=1}^{\infty }(-1)^{k-1}{\frac {56k^{2}-32k+5}{(2k-1)^{2}}}{\frac {(k-1)!^{3}}{(3k)!}}}
{\displaystyle \zeta (3)={\frac {8}{7}}-{\frac {8}{7}}\sum _{k=1}^{\infty }{\frac {{\left(-1\right)}^{k}\,2^{-5+12\,k}\,k\,\left(-3+9\,k+148\,k^{2}-432\,k^{3}-2688\,k^{4}+7168\,k^{5}\right)\,{k!}^{3}\,{\left(-1+2\,k\right)!}^{6}}{{\left(-1+2\,k\right)}^{3}\,\left(3\,k\right)!\,{\left(1+4\,k\right)!}^{3}}}}
{\displaystyle \zeta (3)=\sum _{k=0}^{\infty }(-1)^{k}{\frac {205k^{2}+250k+77}{64}}{\frac {k!^{10}}{(2k+1)!^{5}}}}
{\displaystyle \zeta (3)=\sum _{k=0}^{\infty }(-1)^{k}{\frac {P(k)}{24}}{\frac {((2k+1)!(2k)!k!)^{3}}{(3k+2)!(4k+3)!^{3}}}}
där
{\displaystyle P(k)=126392k^{5}+412708k^{4}+531578k^{3}+336367k^{2}+104000k+12463.\,}
En snabbt konvergerande serie av Tewodros Amdeberhan och Doron Zeilberger (1997):
{\displaystyle \zeta (3)={\frac {1}{24}}\sum _{n=0}^{\infty }(-1)^{n}{\frac {A(n)\cdot (2n+1)!^{3}\cdot (2n)!^{3}\cdot n!^{3}}{(3n+2)!\cdot (4n+3)!^{3}}}}
där {\displaystyle A(n)=126392n^{5}+412708n^{4}+531578n^{3}+336367n^{2}+104000n+12463}.
En serie av Srinivasa Aiyangar Ramanujan:
{\displaystyle \zeta (3)={\frac {7\pi ^{3}}{180}}-2\sum _{n=1}^{\infty }{\frac {1}{n^{3}(e^{2\pi n}-1)}}.}
Simon Plouffe har utvecklat liknande serier:
{\displaystyle \zeta (3)={\frac {\pi ^{3}}{28}}+{\frac {16}{7}}\sum _{n=1}^{\infty }{\frac {1}{n^{3}(e^{\pi n}+1)}}-{\frac {2}{7}}\sum _{n=1}^{\infty }{\frac {1}{n^{3}(e^{2\pi n}+1)}}}
{\displaystyle \zeta (3)=28\sum _{n=1}^{\infty }{\frac {1}{n^{3}(e^{\pi n}-1)}}-37\sum _{n=1}^{\infty }{\frac {1}{n^{3}(e^{2\pi n}-1)}}+7\sum _{n=1}^{\infty }{\frac {1}{n^{3}(e^{4\pi n}-1)}}.}

## Integralrepresentationer
Några integralrepresentationen är
{\displaystyle \zeta (3)={\frac {2\pi ^{2}}{7}}\log 2+{\frac {16}{7}}\int _{0}^{\frac {\pi }{2}}x\log(\sin x)dx}
{\displaystyle \zeta (3)=\int \limits _{0}^{1}\int \limits _{0}^{1}\int \limits _{0}^{1}{\frac {\mathrm {d} x\mathrm {d} y\mathrm {d} z}{1-xyz}}}
{\displaystyle \zeta (3)={\frac {1}{2}}\int \limits _{0}^{\infty }{\frac {x^{2}}{\mathrm {e} ^{x}-1}}\mathrm {d} x}
{\displaystyle \zeta (3)={\frac {2}{3}}\pi ^{3}\int _{0}^{1}x(x-{\frac {1}{2}})(x-1)\cot(\pi x)\mathrm {d} x.}

## Andra formler
Apérys konstant kan uttryckas med hjälp av tetragammafunktionen:
{\displaystyle \zeta (3)=-{\frac {1}{2}}\,\psi ^{(2)}(1).}
Den är också ett specialfall av trilogaritmen:
{\displaystyle \zeta (3)=\mathrm {Li} _{3}(1){\frac {}{}}.}
En intressant oändlig produkt över primtalen är
{\displaystyle \zeta (3)=\prod _{p\ \mathrm {primtal} }{\frac {1}{1-p^{-3}}}.}